# Maurizio Mannelli
Maurizio Mannelli (* 1. Januar 1930 in Rom; † 24. Mai 2014) war ein italienischer Wasserballspieler. Er war Olympiadritter 1952 sowie Europameisterschaftsdritter 1954. Einmal gewann er bei Mittelmeerspielen.

## Karriere
Maurizio Mannelli begann als Schwimmer bei AS Rom und gewann einige italienische Meistertitel, bevor er ganz zum Wasserball wechselte. 1958 wurde er mit Circolo Canottieri aus Neapel italienischer Meister.
Bei den Olympischen Spielen 1952 in Helsinki gewann die italienische Nationalmannschaft ihre ersten sieben Spiele und verlor dann in der Finalrunde gegen die Ungarn und gegen die Jugoslawen. Die Ungarn erhielten die Goldmedaille, die Jugoslawen Silber und die Italiener Bronze. Mannelli wurde in acht Spielen eingesetzt. Zwei Jahre später wurde Mannelli mit der italienischen Mannschaft auch bei der Wasserball-Europameisterschaft 1954 in Turin Dritter hinter den Mannschaften aus Ungarn und aus Jugoslawien. Mannelli warf insgesamt drei Tore, darunter ein Tor in der Finalrunde. Im Jahr darauf gewann die italienische Mannschaft den Titel bei den Mittelmeerspielen 1955 in Barcelona.